# Agapemonici
Agapemonici - sekta z XIX w., której nazwa wywodzi się z greckiego słowa agapemon (siedziba miłości). Założył ją Henry James Prince w 1859 r. Agapemon leżał w Spaxton w hrabstwie Somerset w Anglii. W 1890 r. w Londynie powstała filia wspólnoty znana pod nazwą Dzieci Zmartwychwstania. Duchowny wspólnoty, Smith-Pigott był iluministą i w 1902 r. zaczął się podawać za wcielenie Jezusa Chrystusa. Wywołało to ogromną wrogość miejscowej społeczności, która atakowała jego kościół zwany Arką.